# Alfarnate
Alfarnate est une commune située dans la province de Malaga de la communauté autonome d'Andalousie en Espagne.

## Histoire

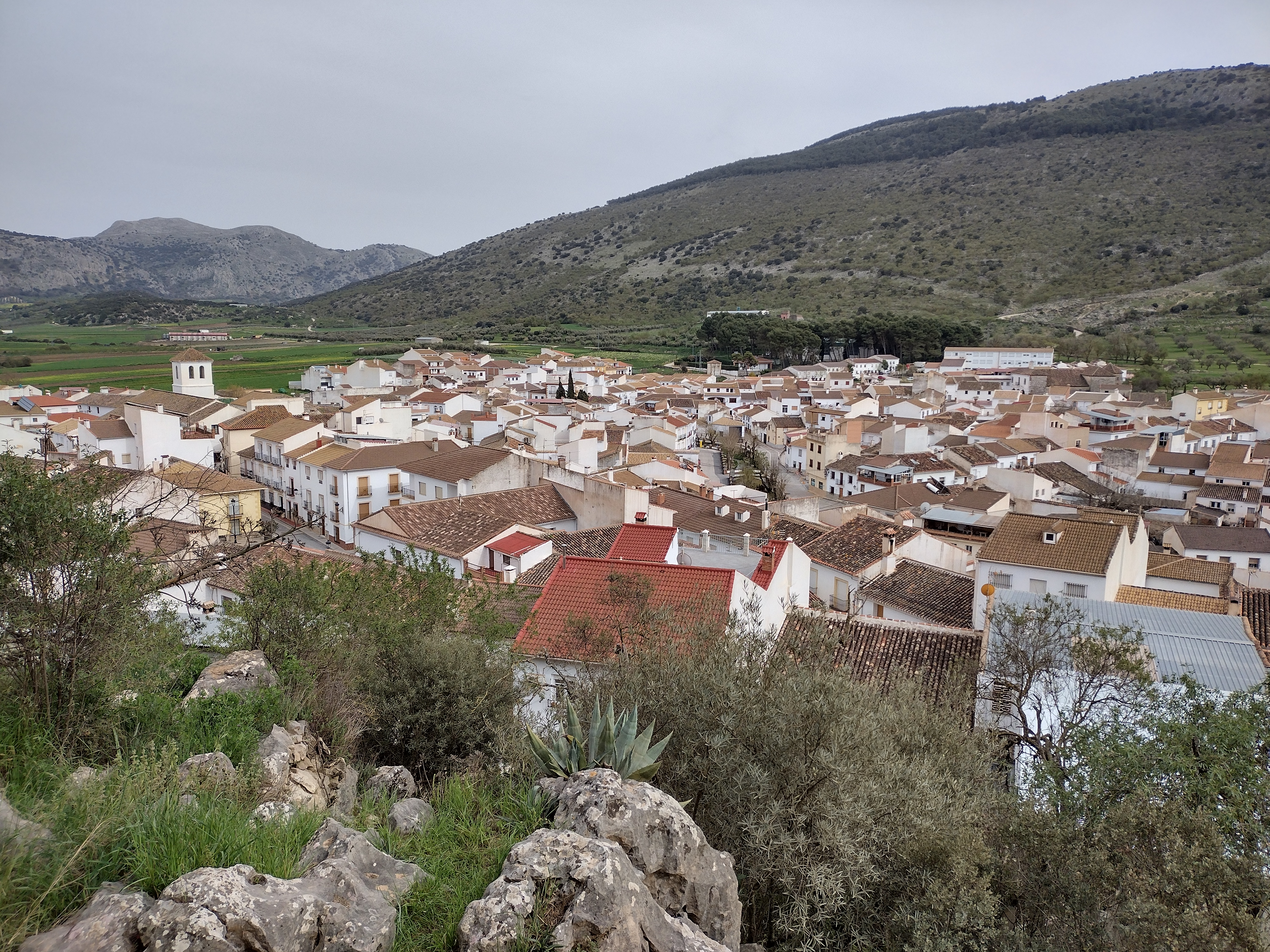
Vue du village depuis la colline de Santo Cristo

## Démographie
Évolution démographique d'Alfarnate depuis 1991
Source: INE

## Administration
| Législature     | Nom du Maire            | Parti politique |
| --------------- | ----------------------- | --------------- |
| 1979 - 1983     | Juan Verdugo Palma      | PCE             |
| 1983 - 1987     | Juan Verdugo Palma      | PCE             |
| 1987 - 1991     | José Ortigosa Ruiz      | IULV-CA         |
| 1991 - 1995     | José Ortigosa Ruiz      | IULV-CA         |
| 1995 - 1999     | José Ortigosa Ruiz      | IULV-CA         |
| 1999 - 2003     | José Ortigosa Ruiz      | IULV-CA         |
| 2003 - 2007     | José Ortigosa Ruiz      | IULV-CA         |
| 2007 - 2011     | José María Ruiz Lizana  | PSOE            |
| 2011-Nov 2013   | José María Ruiz Lizana  | PSOE            |
| Déc 2013 - 2015 | Salvador Urdiales Pérez | PSOE            |
| 2015 -          | Salvador Urdiales Pérez | PSOE            |